# Boletín Oficial de Navarra
El Boletín Oficial de Navarra (BON; en euskera Nafarroako Aldizkari Ofiziala, NAO) es el diario oficial de la Comunidad Foral de Navarra. Es el medio oficial a través del cual se publican disposiciones generales, actos administrativos y normativa que proceda publicar en el ámbito de la Comunidad Foral de Navarra de acuerdo con el ordenamiento jurídico vigente. Actualmente, la edición del BON se realiza únicamente en soporte electrónico, tanto en castellano como en euskera. Se regula en el Decreto Foral 58/2009, de 2 de julio, por el que se regula el Boletín Oficial de Navarra.

## Historia
Desde 1837, y en el contexto de la primera guerra carlista donde se instalan mecanismos propios de gobierno por el bando de Carlos María Isidro de Borbón, se publicaron en Oñate 193 números del Boletín de Navarra y Provincias Vascongadas. Este fue una continuación del Boletín del Ejército del Rey Nuestro Señor Don Carlos V nacido en 1834 aunque editado en Francia hasta mediados de ese año. Desde el 25 de junio de 1834 se tiró en Elizondo, siendo su director fray Manuel de Benito, ya en Navarra. Fue sustituido por la Gaceta Oficial (1835-1837) y por el mencionado Boletín de Navarra y Provincias Vascongadas.
A partir del 1 de marzo de 1838 y hasta 1846, se publicó en el bando opuesto el Boletín Oficial de Pamplona. A partir de 1847 pasó a llamarse Boletín Oficial de la Provincia de Navarra hasta el año 1958 (D.L. NA. 1-1958) en el que se convirtió en Boletín Oficial de Navarra.
El 20 de noviembre de 1957 «se publicó en el Boletín Oficial de Navarra la creación de la Sección para el Fomento del Vascuence dentro de la Institución Príncipe de Viana». El comunicado de esta nueva sección, dirigida por Pedro Díez de Ulzurrun Echarte, «se publicaron en euskera y castellano» sirviendo sus copias en distintas localidades «con el objetivo de hacer ver que las iniciativas que se llevaban a cabo para impulsar el vascuence contaban con el apoyo de la propia Diputación Foral, es decir, con el objetivo de prestigiar tales acciones y espantar posibles miedos», siendo una iniciativa que «contrasta con el comportamiento que en aquel momento observaban las Diputaciones de Álava, Guipúzcoa y Vizcaya, identificadas con la política de proscripción de la lengua practicada por la Administración del Estado.»
Desde noviembre de 1989, en aplicación de la Ley Foral del Euskera (Ley Foral 18/1986), se edita en castellano y euskera, Nafarroako Aldizkari Ofiziala (NAO), en ediciones separadas y simultáneas.
Desde el 1 de mayo de 1996 el BON se edita también en versión electrónica dentro del portal del Gobierno de Navarra, primero versión texto, y a partir de 2001 también como facsímil del original.
La Ley Foral 11/2007, de 4 de abril, para la implantación de la administración electrónica en la Administración de la Comunidad Foral de Navarra, en su artículo 43, atribuye a la versión electrónica los mismos efectos legales que su edición impresa en papel. 
A partir de julio de 2009 se da por finalizada la edición impresa en papel, quedando únicamente la versión en soporte electrónico dentro del portal de servicios web del Gobierno de Navarra.
La periodicidad mínima que exige el Decreto Foral 58/2009 es de tres números ordinarios por semana. Actualmente, desde el 1 de enero de 2011, se publica de lunes a viernes excepto festivos. Como consecuencia de este cambio, el número de boletines digitales anuales pasó de 157 a 250, aproximadamente.

## Sumario
La inserción de documentos sigue el orden siguiente: 
1. Comunidad Foral de Navarra.
  1. Disposiciones Generales.
    1. Leyes Forales y Decretos Forales Legislativos.
    2. Decretos Forales.
    3. Órdenes Forales.

  2. Autoridades y personal.
    1. Ceses, nombramientos y otras situaciones.
    2. Oposiciones y concursos. Oferta Pública de Empleo.

  3. Ordenación del Territorio y urbanismo.
  4. Subvenciones, ayudas y becas.
  5. Estatutos y Convenios colectivos.
  6. Consejo de Navarra.
  7. Otros.
2. Administración Local de Navarra.
  1. Oposiciones y concursos. Oferta Pública de Empleo.
  2. Disposiciones y anuncios ordenados por localidad.
3. Administración del Estado.
4. Procedimientos Judiciales.
5. Procedimiento Electoral.
6. Otros anuncios.
  1. Edictos de notificación.
  2. Anuncios de particulares.

## Servicios electrónicos
La página web del BON/NAO, permite la consulta de los boletines publicados a partir del BON nº 53 de 1996, del 1 de mayo incluyendo la búsqueda de los anuncios por texto del título o del contenido, acotándola, si se desea, por sección y fechas
Mediante el registro gratuito del usuario se dispone, además, de los siguientes servicios:
- Creación de una carpeta en el servidor donde pueden guardarse anuncios y publicaciones
- Creación de alertas -basadas en un búsqueda-, que produce el envío directo al correo del usuario de las publicaciones que se produzcan y que respondan a la búsqueda de la alerta.